# Gilles I. (Haifa)
Gilles Poulain (* vor 1250; † um 1270) war Herr von Haifa im Königreich Jerusalem.
Er war der ältere Sohn von Gottfried Poulain und Helvis von Haifa. Sein Vater starb, als er noch jung war. Als Gilles um 1264 volljährig war, überließ ihm sein Stiefvater Johann von Valenciennes die aus dem Recht der Mutter stammende Herrschaft Haifa.
Gilles’ Regierung über Haifa währte nicht lange, schon 1265 wurde die Herrschaft von den ägyptischen Mamluken erobert.
Er war verheiratet mit Margarethe de Brie, der Tochter des Johann de Brie und der Alix Chappe. Margarethes Bruder Anselm de Brie heiratete Gilles’ Schwester Aiglantine. Mit Margarethe hatte Gilles zwei Söhne und eine Tochter:
- Gottfried († um 1279), Titularherr von Haifa ⚭ Tochter des Johann Beduin
- Rohard, ⚭ I) Alicia, Tochter des Pietro da Gloria, aus Pisa, ⚭ II) Beatrix de Pécquigny
- Helvis, ⚭ Hugo, Herr von Radouf